# Alberta Brianti
Alberta Brianti (San Secondo Parmense, 5 aprile 1980) è un'ex tennista italiana.

## Carriera
Alberta ha vinto un titolo in singolo nel circuito WTA e due tornei di doppio. Nel circuito ITF vanta 9 vittorie in singolare e 11 in doppio. Nelle prove del Grande Slam ha giocato nel 2007 e nel 2010 il 1º turno del tabellone principale in tutti e quattro i tornei. La sua posizione più alta in classifica WTA è stata la 55a, raggiunta nel 2011.
Nel 2009, ripartendo dalla 173ª posizione, si è resa protagonista di una buona stagione, in cui è risalita tra le migliori 100 del mondo attraverso diversi bei risultati. Tra questi, spicca la semifinale a Portorose, in cui si arrende a Dinara Safina. È inoltre in grado, a gennaio, di superare per la prima volta il primo turno agli Australian Open, impresa ancora più importante se si considera che era partita dalle qualificazioni. A settembre raggiunge la prima finale della sua carriera nel torneo di Canton, in Cina, che perde contro l'israeliana Shahar Peer 6-3 6-4
Nel 2010 ottiene il risultato più importante in carriera a livello di Slam, raggiungendo il terzo turno agli Australian Open, battuta dalla beniamina di casa Samantha Stosur. A Palermo vince il suo primo WTA nella categoria di doppio, assieme a Sara Errani. Infine vince un torneo ITF in Cina da 100.000 $, un torneo importante e ventunesimo successo a livello professionistico tra singolo e doppio. Chiude l'anno tra le prime cento giocatrici del mondo per la seconda stagione consecutiva.
Il 24 aprile 2011, sconfiggendo in finale a Fès la rumena Simona Halep, vince il suo primo titolo WTA. Il 27 agosto 2011, insieme alla rumena Sorana Cîrstea, vince la prima edizione del Texas Open in doppio, battendo in finale la coppia francese formata da Alizé Cornet e Pauline Parmentier, con il punteggio di 7-5, 6-3.
Ha l'occasione della vita al primo turno del Roland Garros 2012; il 28 maggio fallisce due opportunità per portarsi 7-6, 5-0 contro la numero uno del mondo Viktoryja Azaranka. Sciupata l'occasione, cede 4-6, 2-6 i restanti set. In carriera ha vinto un prize money di 1.130.437 $ . Si allena presso il TC Milano Alberto Bonacossa sotto la guida di Matteo Cecchetti.

## Statistiche WTA

### Singolare

#### Vittorie (1)
| Legenda: Dal 2009     |
| --------------------- |
| Grande Slam (0)       |
| Ori Olimpici (0)      |
| WTA Championships (0) |
| Premier Mandatory (0) |
| Premier 5 (0)         |
| Premier (0)           |
| International (1)     |
| WTA 125 (0)           |

| N. | Data           | Torneo                                        | Superficie  | Avversaria in finale | Punteggio |
| 1. | 24 aprile 2011 | Grand Prix SAR La Princesse Lalla Meryem, Fès | Terra rossa | Simona Halep         | 6-4, 6-3  |

#### Sconfitte (1)
| Legenda: Dal 2009     |
| --------------------- |
| Grande Slam (0)       |
| Argenti Olimpici (0)  |
| WTA Championships (0) |
| Premier Mandatory (0) |
| Premier 5 (0)         |
| Premier (0)           |
| International (1)     |
| WTA 125 (0)           |

| N. | Data              | Torneo                                       | Superficie | Avversaria in finale | Punteggio |
| 1. | 20 settembre 2009 | Guangzhou International Women's Open, Canton | Cemento    | Shahar Peer          | 3-6, 4-6  |

### Doppio

#### Vittorie (2)
| Legenda: Dal 2009     |
| --------------------- |
| Grande Slam (0)       |
| Ori Olimpici (0)      |
| WTA Championships (0) |
| Premier Mandatory (0) |
| Premier 5 (0)         |
| Premier (0)           |
| International (2)     |
| WTA 125 (0)           |

| N. | Data           | Torneo                                       | Superficie  | Compagno       | Avversari in finale             | Punteggio |
| 1. | 18 luglio 2010 | Internazionali Femminili di Palermo, Palermo | Terra rossa | Sara Errani    | Jill Craybas Julia Görges       | 6-4, 6-1  |
| 2. | 27 agosto 2011 | Texas Tennis Open, Dallas                    | Cemento     | Sorana Cîrstea | Alizé Cornet Pauline Parmentier | 6-2, 6-4  |

#### Sconfitte (2)
| Legenda: Prima del 2009 | Legenda: Dal 2009     |
| ----------------------- | --------------------- |
| Grande Slam (0)         |                       |
| Argenti Olimpici (0)    |                       |
| WTA Finals (0)          |                       |
| Tier I (0)              | Premier Mandatory (0) |
| Tier II (0)             | Premier 5 (0)         |
| Tier III (1)            | Premier (0)           |
| Tier IV (0)             | International (1)     |
| Tier V (0)              | WTA 125s (0)          |

| N. | Data            | Torneo                  | Superficie    | Compagno         | Avversari in finale               | Punteggio |
| 1. | 12 ottobre 2007 | Sunfeast Open, Calcutta | Sintetico (i) | Marija Korytceva | Alla Kudrjavceva Vania King       | 1-6, 4-6  |
| 2. | 28 luglio 2012  | Baku Cup, Baku          | Cemento       | Eva Birnerová    | Iryna Burjačok Valerija Solov'ëva | 3-6, 2-6  |

## Risultati in progressione
| Sigla | Risultato                        |
| ----- | -------------------------------- |
| V     | Vincitore                        |
| F     | Finalista                        |
| SF    | Semifinalista                    |
| QF    | Quarti di Finale                 |
| 4T    | Quarto turno                     |
| 3T    | Terzo turno                      |
| 2T    | Secondo turno                    |
| 1T    | Primo turno                      |
| RR    | Round Robin (World Finals)       |
| LQ    | Turno di Qualifica (Grande Slam) |
| A     | Assente                          |

| Legenda superfici    |
| Cemento              |
| Terra rossa          |
| Erba                 |
| Superficie variabile |

| Torneo                     | 2006 | 2007 | 2008 | 2009 | 2010 | 2011 | 2012    | 2013    | 2014    | 2015    | Titoli | V-S |
| Grande Slam                |      |      |      |      |      |      |         |         |         |         |        |     |
| Australian Open, Melbourne | A    | 1T   | A    | 2T   | 3T   | 2T   | 2T      | Assente | Assente | Assente | 0/5    | 5-5 |
| Roland Garros, Parigi      | 1T   | 1T   | A    | A    | 1T   | 1T   | 1T      | Assente | Assente | Assente | 0/6    | 0-6 |
| Wimbledon, Londra          | A    | 1T   | A    | 1T   | 2T   | 1T   | 1T      | Assente | Assente | Assente | 0/4    | 1-5 |
| US Open, New York          | A    | 1T   | A    | 1T   | 1T   | 1T   | Assente | Assente | Assente | Assente | 0/4    | 0-4 |
| Statistiche carriera       |      |      |      |      |      |      |         |         |         |         |        |     |
| Finali WTA perse           | 0    | 0    | 0    | 1    | 0    | 0    | 0       | 0       | 0       | 0       | 1      | N/A |
| Tornei WTA vinti           | 0    | 0    | 0    | 0    | 0    | 1    | 0       | 0       | 0       | 0       | 1      | N/A |
| Ranking                    | 106  | 144  | 173  | 74   | 92   | 71   | 105     | 202     | 205     |         | N/A    | N/A |